# Алт-Джей
∆ (знак „Делта“) – произнасяно като Алт-Джей (англ: Alt-J) е британска алтернативна, инди рок-поп група, основана през 2007 г. с членове Джо Нюман (англ: Joe Newman) (китара и вокали), Гуилъм Сейнсбъри (уелс: Gwilym Sainsbury) (китара и бас), Гюс Унгер-Хамилтън (англ: Gus Unger-Hamilton) (клавирни) и Том Грийн (англ: Thom Green) (ударни). Името на групата произлиза от клавишната комбинация   ⌥ Option  +  J  (Клавиша   ⌥ Option  съответства на бутона   Alt  на клавиатурата за PC), която създава математическият символ ∆ в Mac OS. С дебютния си албум „An Awesome Wave“ Алт-Джей печелят наградата „Mercury Music Prize“ за 2012 г.
На 11 януари 2014 г. в съобщение публикувано в Twitter, Алт-Джей обявяват, че Гуилъм Сейнсбъри напуска групата.

## Дискография
- Албуми[5]

| Година            | Оригинално заглавие | Брой песни | Музикален издател |
| ----------------- | ------------------- | ---------- | ----------------- |
| 25 май 2012       | An Awesome Wave     | 14         | Infectious Music  |
| 22 септември 2014 | This Is All Yours   | 13         | Infectious Music  |
| 2 юни 2017        | Relaxer             | 8          | Infectious Music  |
| 11 февруари 2022  | The Dream           | 12         | Infectious Music  |